# Stała Karmana
Stała Kármána – empirycznie wyznaczalny, bezwymiarowy parametr stały występujący w mechanice płynów, oznaczany zwykle symbolem {\displaystyle \varkappa } lub {\displaystyle \kappa .}

## Koncepcja
Stała Kármána występuje w podanej przez Th. von Kármána formule na rozkład średniej prędkości stycznej w ruchu turbulentnym w pewnej odległości od sztywnej ścianki. Zgodnie z teorią Th. von Kármána w obszarze na zewnątrz od podwarstwy lepkiej i strefy buforowej rozkład składowej prędkości stycznej do sztywnej ścianki {\displaystyle u} przyjmuje następującą postać logarytmiczną:
{\displaystyle u(y)={\frac {u_{\tau }}{\varkappa }}\ln {\frac {y}{y_{o}}},}
gdzie:
{\displaystyle y} – odległość od ścianki,
{\displaystyle y_{o}} – wielkość nierówności ścianki.
Wielkość o wymiarze prędkości {\displaystyle u_{\tau }} wyraża tzw. prędkość tarcia zdefiniowaną w sposób:
{\displaystyle u_{\tau }={\sqrt {\frac {\tau _{w}}{\varrho }}},}
gdzie:
{\displaystyle \varrho } – gęstość płynu,
{\displaystyle \tau _{w}} – naprężenie styczne będące wynikiem tarcia płynu o ściankę.

## Wartość i wymiar
Stała von Kármána jest wielkością bezwymiarową. Określić ją można jedynie doświadczalnie. Najczęściej za jej wartość przyjmuje się {\displaystyle \varkappa =0{,}41.} W literaturze można też spotkać wartości {\displaystyle \varkappa =0{,}35} oraz {\displaystyle \varkappa =0{,}436.}

## Nota heurystyczna
Pojęcie stałej {\displaystyle \varkappa } zostało zaproponowane około 1930 roku przez Th. von Kármána w jego koncepcji turbulentnej warstwy granicznej. Nazwę stałej nadano dopiero później, lecz jest ona powszechnie używana w literaturze.